# Podocarpus smithii
Podocarpus smithii — вид хвойних рослин родини подокарпових.

## Поширення, екологія
Країни поширення: Австралія (Квінсленд). Цей рідкісний вид зустрічаються в кількох місцевостях в гірських дощових лісах на висотах між 900 м і 1200 м над рівнем моря. Найчастіше росте по гірських струмках на кислих ґрунтах, отриманих з гранітних каменів.

## Використання
Ніяке конкретне використання не зафіксовано, хоча, можливо, дерево використовувалося в минулому.

## Загрози та охорона
Загальна вирубка лісів в районі через лісозаготівельну та землекористувальну конверсії лісових масивів, ймовірно, скоротили площу. В даний час, рідні лісисті місцевості в штаті Квінсленд, і, зокрема, рідкісні види дерев в ньому, захищені та вирубка була істотно знижена.